# Penn Bleï
Pour les articles homonymes, voir Bleï.
Penn Bleï, est une petite île du golfe du Morbihan appartenant au domaine maritime.

## Toponymie
Penn-Bleï est également appelée Pen Ar Bleiz. En breton, Penn Bleiz signifie  Tête de loup.

## Protection
L'île fait l'objet d'un arrêté préfectoral de protection de biotope (APPB) qui vise la préservation de biotopes variés, indispensables à la survie d’espèces protégées spécifiques, depuis le 12 janvier 1982.

## Référence
1. ↑  Les îles et îlots, des espaces réglementés
2. ↑  « Arrêté de préfectoral de protection de biotope »(Archive.org • Wikiwix • Archive.is • Google • Que faire ?)